# 電力系統
電力系統（でんりょくけいとう、英語: Electrical grid）とは、電力を需要家の受電設備に供給するための、発電・変電・送電・配電を統合したシステムである。
日本では、10の一般送配電事業者がそれぞれ電力系統をもち、沖縄電力を除いた9社の電力系統は近隣のいずれかの電力系統と接続されている。日本の商用電力のほとんどはこの巨大な電力系統に接続されている。50Hzと60Hzをつなぐ東京電力パワーグリッドと中部電力パワーグリッド接続など、いくつかの接続は直流を介しており、相互影響が少ないが、ある電力系統が不安定になることは、接続された他の電力系統に影響を与えうる。大陸では国境を越えた電力系統の接続も行われている。

日本の主要送電網と電力系統区分

日本の地域間連系容量

発電所で発電される電力は交流であり、その後に送電線で3相3線式により送電される際の送電ロスを減らすため、基幹的な長距離送電の区間は出来るだけ高電圧で送電され、消費地に近い場所で何段かに分けて電圧が降圧される。柱上変圧器以降は単相2線式や単相3線式での配電も行なわれる。

## 系統

### 送電系統
- 発電所:交流電力を発電して、各々に付随する送電設備で超超高電圧（UHV、500kV）や超高圧（EHV、220-275kV）に昇圧されて送電網に送出される。
- 超超高圧（超高圧）送電線:超超高圧（UHV、500kV）や超高圧（EHV、220-275kV）の電力を送電する。
- 超高圧変電所:発電所からの電力を特別高圧(154-187kV)に変換する。
- 特別高圧送電線:特別高圧（154-187kV）の電力を送電する。
- 一次変電所:超高圧送電線からの電力を特別高圧（110-66kV）に変換する。
- 特別高圧送電線:特別高圧の電力を送電する。
- 二次変電所（中間変電所）:特別高圧送電線からの電力を特別高圧(33-22kV)に変換する。
- 22kV級特別高圧送電線:特別高圧電力（22kV）を送電する[1]。

### 配電系統
- 配電用変電所:通常は154kVや66kV（50Hz側各社の例）、まれに20kV級送電線からの電力を高圧(6.6～3.3kV)に変換する。
- 配電線:高圧電力を配電する。
- 柱上変圧器:高圧電力を低圧(200～100V)に変換する。
- 引込線:各需要家に低圧電力を配電する。

## 構成要素
送電される電力の多くは空中に渡された電線で輸送する「架空送電」や「架空配電」と呼ばれる架空送配電方式が採用されており、都市部や景観保全が特に必要な場所では例外的に「地中送電」と呼ばれる地下の送配電路が設けられることがある。

### 架空送配電
主に電線と塔によって構成される架空送配電方式の構成要素を以下に示す。
電線
電線は、送電用の中心の鋼鉄線とそれを取り巻くアルミ線を束ねた「鋼心アルミより線」と、配電用の「絶縁被覆電線」がある。
架空地線
被雷対策として接地され、接地電位に保たれている1本または2本の「架空地線」が、最も高い位置で空中に配線されている。
碍子
主に磁器で作られた絶縁物である碍子（がいし、Insulator）によって、電線の高電位の電流が塔に漏れ流れる事を防いでいる。碍子には「沿面放電」発生時にその経路を長くなるようにすることで、その発生を抑制するための多数のヒダが設けられている。
塔・柱
鉄、コンクリート、木材で出来た塔や柱によって電線類を空中に保持している。鉄塔では、四角鉄塔、方形鉄塔、えぼし型鉄塔、門型鉄塔（ガントリ型鉄塔）などがある。四角鉄塔では3相3線式の回線を2組（2回線）か4組（4回線）支持するのに適しており、えぼし型鉄塔は3相3線式の1回線を支持するのに適している。

### 地中送配電
地中送配電方式の構成要素を以下に示す。
電線
電線はOFケーブル（Oil filled cable）やCVケーブル（Crosslinked polyethylene vinyl sheath cable）が使用される。OFケーブルは常時加圧される油の保守の手間が掛かるために、近年ではCVケーブルの使用が好まれる。
管路
直接埋設方式や管路式、共同溝方式がある。

## 管理
需要家に対し、適切な電圧・周波数で電力を供給するためには、電力系統システムの適切な運用を行うことが必要である。
電力の蓄積は難しいため、需給調整を実施し、需要に合わせた発電を行い、送電系統や変電所の過負荷が発生しないように需要家に届けなければならない。
この需給・系統調整の他、悪天候時の落雷等に備えた潮流の調整、降水・渇水による水力発電所の状況、突然発生する故障等の影響を最小化するための構成や、それに対応した早期の復旧や代替の確保など、常に変動する状況に応じた即応性と柔軟性が求められるため、電力会社では24時間体制で複数の人間が専門で常駐し、常に監視して対応できる体制を確保している。

## 周波数
東地域を担当する北海道電力ネットワーク、東北電力ネットワーク、東京電力パワーグリッドは50Hzの周波数を、中西地域を担当する北陸電力送配電、中部電力パワーグリッド、関西電力送配電、中国電力ネットワーク、四国電力送配電、九州電力送配電、沖縄電力では60Hzの周波数の交流電力を使用している。沖縄を除く、それぞれ同一の周波数の電力を使う電力会社では互いの電力網を接続しあって相互に供給しあうことで電力供給の安定化を図っており、周波数の異なる電力網同士も変換所を設けて一度、直流へ変換したあとで供給先の交流周波数に変換することで、相互に供給し合えるようにしている。また、同じ周波数の交流電力であっても同期がずれていれば接続出来ないために、やはり一度、直流に変換してから交流を作る方式のBTB（Back to back）と呼ばれる位相の変換所も設けられている。津軽海峡と紀伊水道を越えて相互に接続された送電区間では直流のままで送電されている。直流送電では電圧変換が不便であるが、交流送電のように電圧の実効値と最大値が√2倍だけの差が生じないので、耐圧設計が幾分楽になる利点がある。

## 連系系統
「連系系統」（「連係」ではなく「連系」と記載する）とは系統制御区域を越えて送電を行う電力系統であり、日本では各地域の電力会社間の送電設備がこれに相当する。日本は長い島国をいくつかの地域に分割して各電力会社がそれぞれ電力供給を行っているが、特に太平洋側に電力の大消費地が集中していることもあり、隣り合う電力会社での互いの接続点は1箇所が多く、連系系統は概ね串形に結ばれている。自然災害への対応や、再生可能エネルギーの普及拡大のために地域間連系線の増強が必要で、2027年度完成予定で北海道本州間、東北-東京間、東京-中部間周波数変換所などの増強を予定している。
欧州と北米では多くの電力事業者が周囲の複数の事業者と相互接続している場合が一般的であり、連系系統は概ねメッシュ状になっている。

## 系統連系（並列・解列）
発電所内の発電機で発電した電力を、既に運用されている電力系統へ流し込むべく送電網に接続することは「並列」または「併列」と呼ばれ、これとは逆に送電網との接続を断つことは「解列」と呼ばれ、合わせて系統連系と呼ばれる。発電機は定格回転数に達することで並列が可能になる。並列にされた発電機は、系統内に存在する他の発電機と位相を合わせながら（蒸気圧などに起因する）回転エネルギーの余力がある発電機が送出する電力の位相が他よりわずかに進むことで有効電力が増す。系統内の負荷が増すと位相が遅れると同時に電圧も低下するが、並列状態にある発電機への負荷も増すことで直ちに大きな変化は生じない。ただし、発電機の負荷増大に対応して、蒸気圧や蒸気供給量などを増さないと、発電機の回転数を維持できず、系統電力の周波数と電圧は徐々に低下する。系統内の負荷が減ると、位相が進み電圧も上がると同時に発電機の負荷が減り徐々に回転数が上昇するため、蒸気量を減らす操作などが求められる。このように電力供給の安定化のためには、系統内の負荷の増減と発電機側の状況を見ながら蒸気量などの迅速な調整が必要になる。

## 日本国外の電力系統

### 北欧
ノルウェー・スウェーデン・フィンランド・デンマークの4カ国は、それぞれ電源構成が異なることから、1963年に北欧電力協議会が結成され、4カ国で電源ベストミックスが構築されて相互に電力の融通が行われてきた。1991年にノルウェーで新エネルギー法が制定し、翌1992年に電力自由化市場が設けられると、スウェーデン・フィンランド・デンマークが参入してノルドプールと呼ばれる電力市場が作られた。基幹系統は40万~22万ボルトで、水力発電所などが多い北部から、南部の都市部への潮流が多い傾向がある。北欧各国間および周辺国へは下記のように多数の連係線が設けられている。
- スウェーデン←→フィンランド 200万kW
- スウェーデン←→ノルウェー北部 90万kW
- スウェーデン→ノルウェー南部 150万kW、ノルウェー南部→スウェーデン 185万kW
- ノルウェー北部→ノルウェー南部 10万kW、ノルウェー南部→ノルウェー北部 20万kW
- ノルウェー南部←→ユトランド半島（デンマーク） 70万kW
- スウェーデン←→ユトランド半島 58万kW
- スウェーデン→シェラン島（デンマーク） 130万kW、シェラン島→スウェーデン 160万kW
- ユトランド半島→ドイツ80万kW、ドイツ→ユトランド半島 83万kW
- シェラン島→ドイツ 20万kW、ドイツ→シェラン島 80万kW
- フィンランド←→ロシア 25万kW
- スウェーデン←→ドイツ、ポーランド

|              | 水力 | 原子力 | 火力 | 風力 | 発電設備 | ピーク需要 |
| ------------ | ---- | ------ | ---- | ---- | -------- | ---------- |
| ノルウェー   | 99%  | 0%     | 1%   | 0%   | 2520万kW | 2102万kW   |
| スウェーデン | 47%  | 47%    | 6%   | 0%   | 3292万kW | 2581万kW   |
| フィンランド | 19%  | 33%    | 48%  | 0%   | 1344万kW | 1308万kW   |
| デンマーク   | 0%   | 0%     | 92%  | 8%   | 1132万kW | 647万kW    |
| 北欧4国      | 54%  | 25%    | 20%  | 1%   | 8288万kW | 6638万kW   |

### ドイツ
東西ドイツ統一直後は旧西ドイツと東ドイツは連系していなかったが、旧東ドイツは1994年に欧州50ヘルツ同期系統（UCTE）に加盟した。これにより、ポーランド・チェコ・オーストリア・スイス・フランス・ベルギー・ルクセンブルク・オランダ・デンマーク・スウェーデンと連系する。このうちデンマーク・スウェーデンとは海底ケーブルによる直流送電であり、東西ドイツ間も、当初は東ドイツの電力事情が不安定であったため直流送電が検討された。統一後は八大電力会社（その後6社に再編）と九百社を超える小規模な発電・配電会社で構成され、六大電力会社で国内総発電量の8割を占める。基幹系統は38万ボルトおよび22万ボルトで、発電所・需要地とも分散しているため、送電線の混雑はほとんど見られない。電源構成は石炭26%、褐炭18%、原子力22%、水力9%で、風力が増加傾向にある。ドイツ全体の最大需要電力7500万kWに対し、発電設備量は1億kWを越え、供給力には余裕がある。六大電力会社と地方配電会社は15分ごとに5%の範囲内で需給調整を行うが、15分以内の速い需要変動については、六大電力会社が調整用電源などでバランスをとる。

### フランス
フランスの発電事業はローヌ公社や独立発電事業者、輸入電力がそれぞれ少しずつあるが、フランス電力がほとんどを占める。送電についてはフランス電力が独占している。電源構成は、設備容量ベースで水力22%、火力23%、原子力55%で、発電電力量で見ると水力14%、火力10%、原子力76%となる。最大電力需要7240万kWに対し、設備容量は1億1510万kWである。ベルギー・ドイツ・イタリア・スペインや直流の海底ケーブルを介しイギリスなど9カ国と連系している。価格競争力のある原子力発電所を多数有しイタリアやスペインなどに電力を輸出していることから、国際連系線の一部に混雑がみられる。国内では、発電所が分散配置されているので大きな送電需要の偏在は起きていない。原子力発電所が多く存在するローヌ川北部から南部にかけて若干の送電線混雑がみられる程度である。

### イギリス
1990年に、国営の中央発電局が民営化され、発電事業は3社に分割、送電事業はナショナルグリッド社に移管された。イギリスの電源構成は石炭火力37%、コンバインドサイクル発電21%、原子力19%、水力（揚水発電含む）6%、石油火力4%、混焼10%で、主として新型のガス火力発電は北海に面した北東部の沿岸、石炭火力発電はマンチェスター周辺、原子力発電所はドーバー海峡沿岸に配置されている。「スーパーグリッド」と呼ばれる40万ボルトの基幹送電線を通じ、北海沿岸など北部から、ロンドンのある南部への流れがある。国内最大電力需要5700万kWに対し、設備容量は6800万kWである。イングランドとスコットランドとの間は40万ボルト2ルート、160万kWの送電容量がある。フランスとの間は200万kWの直流海底ケーブル「新英仏連系線」で結ばれ、1961年に敷設された従来の16万kWの旧英仏連系線は、1982年に廃止された。

### アメリカ
アラスカや離島を除くアメリカ合衆国の電力系統は東部系統、西部系統、テキサス系統、およびカナダとつながるケベック系統の4つの系統から構成される。東部と西部は1967年から連系が試みられたが、安定度に難があり1973年に一度断念した。その後1977年にネブラスカ州とワイオミング州の境付近で連系したが、容量はわずか10万kWであった。テキサス系統と東部・西部系統、ケベック系統と東部系統と連係しているが、いずれも直流数十万kWと小規模である。合衆国全体での発電設備は8億4532万kW、最大電力需要は7億4852万kWである。合衆国全体の電源構成は石炭火力50%、原子力20%、ガス火力16%、水力7%、石油火力3%となっている。販売電力量は民間電力会社243社で76%を占め、地方公営企業2010団体で15%、協同組合932団体で8%などとなっている。州や地域により送電電圧が異なるなどの事情から140か所の中央給電指令所が設けられている。